# Lab126
Lab126是亚马逊公司的子公司，负责开发电子书阅读器 Kindle 和智能音箱 Echo，位于美国加利福尼亚阳光谷，成立于2004年。Lab126 的名字源于亚马逊公司的标志里的箭头，箭头从英语字母表中的第一个字母'A'指向第二十六个字母'Z'。